# Atopsyche huainacapac
Atopsyche huainacapac is een schietmot uit de familie Hydrobiosidae. De soort komt voor in het Neotropisch gebied.